# Torniquet
|  | Per a altres significats, vegeu «Torniquet d'accés». |

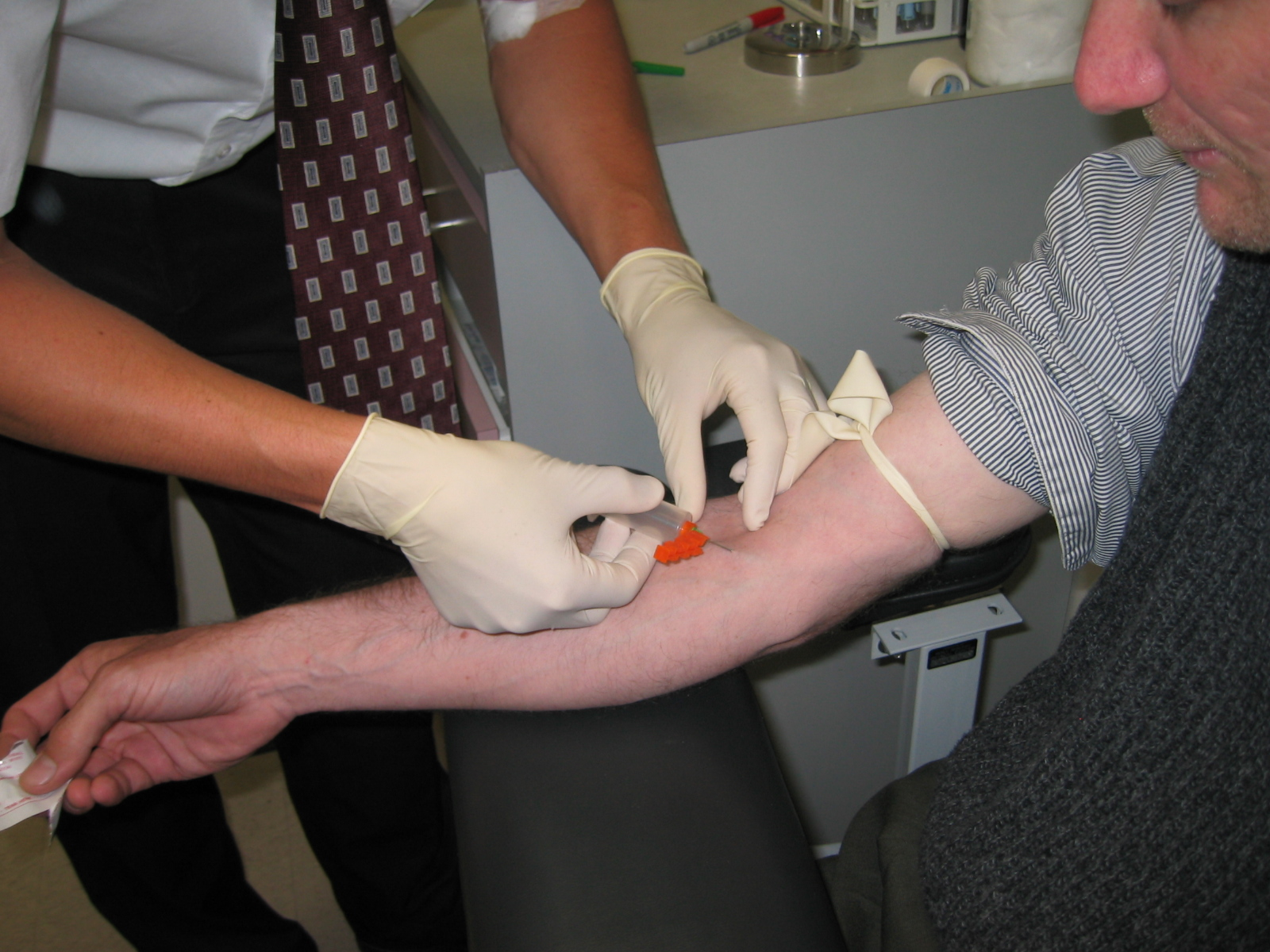
Torniquet d'hule en un braç per fer una venipunció.

Element, generalment una tira elàstica, utilitzat per estrènyer una extremitat, per: 
- Aturar una hemorràgia, d'una ferida a les extremitats o d'una amputació.
- Diferenciar una vena per poder, mitjançant una punció amb una agulla hipodèrmica: 
  - Extreure sang venosa, és a dir una venipunció.
  - Administrar fàrmacs, líquids o nutrients (una via intravenosa).